# Episodi di Curb Your Enthusiasm (dodicesima stagione)
La dodicesima e ultima stagione della serie televisiva Curb Your Enthusiasm è stata trasmessa negli Stati Uniti dal 4 febbraio al 7 aprile 2024 sul canale via cavo HBO.
| nº | Titolo originale              | Titolo italiano | Prima TV USA     | Prima TV Italia |
| -- | ----------------------------- | --------------- | ---------------- | --------------- |
| 1  | Atlanta                       |                 | 4 febbraio 2024  |                 |
| 2  | The Lawn Jockey               |                 | 11 febbraio 2024 |                 |
| 3  | Vertical Drop, Horizontal Rug |                 | 18 febbraio 2024 |                 |
| 4  | The Watermelon                |                 | 25 febbraio 2024 |                 |
| 5  | Fish Stuck                    |                 | 3 marzo 2024     |                 |
| 6  | The Gettysburg Address        |                 | 10 marzo 2024    |                 |
| 7  | The Dream Scheme              |                 | 17 marzo 2024    |                 |
| 8  | The Colostomy Bag             |                 | 24 marzo 2024    |                 |
| 9  | Ken/Kendra                    |                 | 31 marzo 2024    |                 |
| 10 | No Lessons Learned            |                 | 7 aprile 2024    |                 |